# 猫コロナウイルス

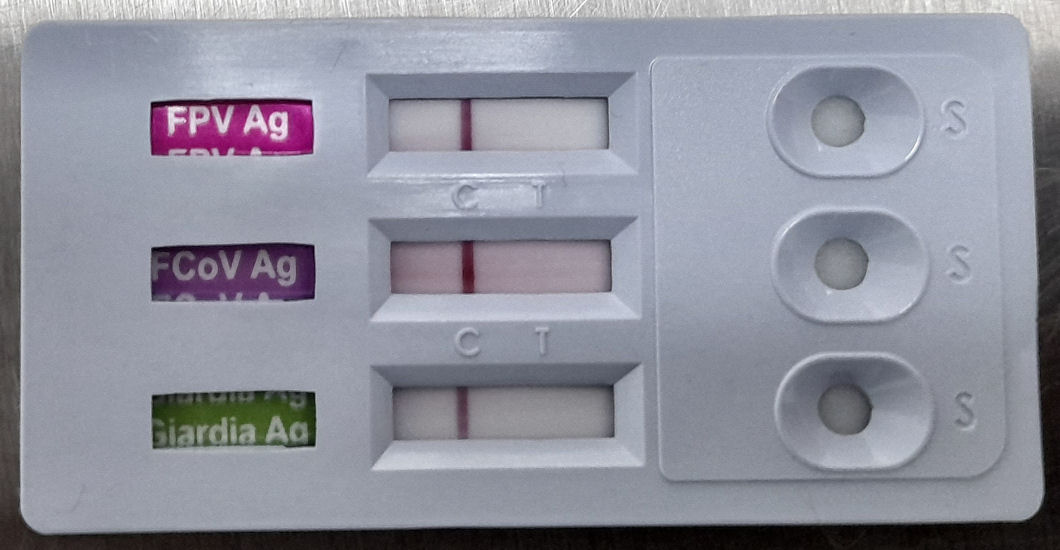
検査キット

猫コロナウイルス（英語：Feline coronavirus 略称：FCoV）とは、猫に感染する一本鎖プラス鎖RNAウイルスである。
犬コロナウイルスなどと同じアルファコロナウイルス1に分類される。
腸に感染する猫腸コロナウイルス（FECV）と、猫伝染性腹膜炎（FIP）を引き起こす猫伝染性腹膜炎ウイルス（FIPV ）の2つの異なる型がある。
主な感染源は、糞便である。また、唾液から口や鼻を介して感染するという説もある。